# Skaun
Skaun é uma comuna da Noruega, com 223 km² de área e 5 989 habitantes (censo de 2004).